# Sebastián Garcilaso de la Vega y Vargas
Sebastián Garcilaso de la Vega y Vargas (Badajoz, Corona de Castilla, 1507 – Cuzco, Virreinato del Perú, 1559) era un conquistador y funcionario virreinal español que fuera designado en el cargo de corregidor del Cuzco desde 1554 hasta 1556. Se unió a la princesa inca Isabel Chimpu Ocllo y fue padre del célebre cronista mestizo, el Inca Garcilaso de la Vega.

## Biografía
Sebastián Garcilaso de la Vega había nacido en el año 1507 en la ciudad de Badajoz, en la Extremadura del Reino de León que a su vez formaba parte de la Corona de Castilla.
Fue el tercer hijo de Alonso de Hinestrosa de Vargas y de Blanca de Sotomayor, una nieta de Pedro Suárez de Figueroa quien fuera hermano de Lorenzo II Suárez de Figueroa, primer conde de Feria.
Al servicio de Pedro de Alvarado, participó en las conquistas de Hernán Cortés, primero en México y, más tarde, en Guatemala. En 1534, junto a Alvarado, fue al Perú en busca de mayor fortuna.
Partieron en febrero de 1534 en ocho navíos y con seiscientos hombres por el pacífico hasta las costas de Ecuador, marcharon hacia Quito y se unieron posteriormente a las huestes de Francisco Pizarro, cuando Alvarado capitula y decide regresar a Centroamérica. Recibió del gobernador permiso para marchar a la conquista del valle del Cauca (en actual Colombia), sin embargo abandonó la tentativa de colonizar la bahía de San Mateo y regresó a Lima con sus ochenta hombres ante el peligro del levantamiento de Manco Inca.
Participó en la expedición hacia el Collao, junto con Gonzalo Pizarro y Pedro de Oñate, derrotando a Tiso Yupanqui en la batalla de Cochabamba, a finales de 1538. El 3 de octubre de 1542 fue recibido por el Cabildo del Cuzco como teniente de gobernador general. El propio Garcilaso obtuvo la victoria de Pocona en agosto de 1546.
Tuvo una famosa actuación en la batalla de Jaquijahuana el 9 de abril de 1548, cuando antes de iniciarse el combate se pasó abiertamente al ejército de La Gasca junto con el oidor Diego Vásquez de Cepeda, lo que dio inicio al desbande general de la tropa de Pizarro.
En virtud de la provisión de la Real Audiencia de Lima, fue recibido como corregidor del Cuzco el 17 de noviembre de 1554 y ocupó el puesto hasta 1556. Finalmente, el capitán Sebastián Garcilaso de la Vega falleció en Cuzco en 1559.